# Cressi
Cressi (anciennement Cressi-Sub) est une entreprise italienne de fabrication de produits pour la mer, la natation, la pêche et la plongée sous-marine. Il s'agit de la plus ancienne entreprise sur ce secteur d'activité et l'un des leaders mondiaux.
En 2007, Cressi a été parmi les membres fondateurs du groupe Confisub de Confindustria Genova avec Technisub, Mares, Scubapro-Uwatec, Seac Sub et Omersub.

## Historique[3].

### 1938
Les frères Egidio et Nanni Cressi commencent à fabriquer à la main les premiers masques et fusils de chasse sous-marine. C'est ainsi que naît Cressi-Sub, la plus ancienne entreprise d'équipements de plongée au monde.

### 1943
Le premier masque Cressi, le modèle Sirena, est fabriqué artisanalement en 1943. Il est resté au catalogue, avec plusieurs mises à jour, pendant plus de 30 ans.

### 1946
La société Cressi est officiellement fondée à Gênes, en Italie.

### 1947
Le premier recycleur d'oxygène est produit : l'Aro AR47. Il était déjà très avancé et doté de solutions techniques sophistiquées, comme le récipient à condensation.

### 1952
Création du masque Pinocchio, qui permet l'égalisation. C'est une innovation majeure du début des années 50. C'est le masque le plus célèbre et le plus vendu de l'histoire du monde, il est d'ailleurs toujours présent au catalogue.

### 1953
Création des palmes Rondine. Toujours dans le domaine des palmes, Cressi invente le modèle qui a inspiré tous les autres fabricants, le premier modèle flottant au monde.

### 1957
L'athlète Cressi Mario Catalani remporte le premier championnat du monde de chasse sous-marine en Yougoslavie et obtient la médaille d'or.

### 1965
Cressi ouvre l'un des premiers ateliers spécialisés dans la production de masques optiques. Grâce à Cressi, les personnes malvoyantes peuvent désormais profiter pleinement de l'univers sous-marin.
Le détendeur Polaris 4 Professional est présenté, un groupe à deux étages pour l'ARA, le recycleur d'air, équipé d'un premier étage à piston et d'un deuxième étage en laiton chromé. L'extraordinaire robustesse et le besoin minimal d'entretien font rapidement de ce matériel le détendeur favori des plongeurs du monde entier.

### 1970
En 1970, Cressi est le premier fabricant au monde à produire l'Equi-Vest, un gilet futuriste qui ne fait qu'un avec la bouteille de plongée, alimenté par un flexible qui aspire l'air directement du premier étage. C'est la première incarnation du gilet stabilisateur moderne.
Création des palmes longues Rondine L. Leader mondial du moulage de palmes en caoutchouc, Cressi développe les palmes longues Rondine L qui permettent à l'apnéiste français Jacques Mayol de réaliser ses étonnants records en apnée.

### 1979
Aux côtés des différents modèles de palmes en caoutchouc, un modèle futuriste avec voilure en nylon renforcé est présenté, la Rondine Gara, une palme qui, trente ans plus tard, fait toujours fureur et qui a été adoptée par les apnéistes et les chasseurs sous-marins de renommée mondiale dans le monde entier.

### 1983
Jacques Mayol devient le premier homme au monde à défier la barrière des 100 mètres en atteignant une profondeur de 105 mètres. L'épisode est resté dans l'histoire, le record a été obtenu dans les eaux de l'Île d'Elbe.

### 1988
Cressi produit une gamme complète d'arbalètes pour rejoindre les fusils pneumatiques, appelés Apache, qui deviennent très vite les fusils de chasse sous-marine champions du monde.

### 1989
L'athlète Cressi Renzo Mazzarri remporte le titre mondial de chasse sous-marine en Italie.

### 1990
Cressi poursuit son expansion internationale et ses produits sont désormais distribués dans plus de 90 pays à travers le monde.

### 1999
L'athlète Cressi Umberto Pelizzari établit le record du monde d'apnée « No Limits Absolute Variable Weight » à Portofino (Italie) en atteignant la profondeur de 150 mètres.

### 2000
Le modèle Big Eyes est le premier masque au monde à verres inclinés en forme de goutte inversée, une forme innovante qui permet au plongeur d'avoir une vue complète de tout l'équipement porté. Il est devenu le masque le plus copié et imité au monde, ce qui témoigne de l'avance de Cressi dans la conception de ses produits.

### 2011
Lancement de la montre-ordinateur de plongée Leonardo, premier produit conçu en interne par Cressi Elettronica afin de garantir une qualité, une sécurité et une fiabilité optimales.

### 2013
Le champion français d'apnée Guillaume Néry devient endosseur de produits Cressi. Lancement de la montre-ordinateur de plongée Giotto, qui traite les données des plongées répétées sur plusieurs jours et des plongées avec des mélanges gazeux et bénéficie également de l'algorithme RGBM de Cressi. Lancement de la combinaison de chasse sous-marine Tracina dans un nouveau camouflage exclusif Dark Digital Specter Pat Cressi.

### 2021
La collection Hydrosports est le résultat de l'expérience de Cressi, faite de tradition, d'innovation et de qualité, depuis 1946. Grâce à son lien étroit avec le milieu marin, l'équipe Cressi a pu développer cette nouvelle collection en réponse aux besoins directs rencontrés dans la pratique et à travers des tests en eau sur ses produits.

### 2022
Cressi présente le masque Quantum, qui offre une vision améliorée vers le bas et évite le phénomène de buée grâce à la thermorégulation interne de l'air chaud et humide sortant du nez. Le corps du masque Quantum représente le design le plus avancé proposé sur le marché de la vision sous-marine.

### Aujourd'hui
L'entreprise Cressi est toujours détenue à 100 % par la famille Cressi, qui poursuit avec la même passion le travail commencé par les frères Nanni et Egidio Cressi. Son esprit réside dans la tradition manufacturière, avec une nette préférence pour la conception et la réalisation de ses produits en interne, de la conception initiale jusqu'aux plus petits détails.